# Nước trong cơ thể
Trong sinh lý học, nước trong cơ thể là hàm lượng nước của một cơ thể động vật chứa trong các mô, máu, xương và các nơi khác. Tỷ lệ phần trăm nước cơ thể  là tỷ lệ nước trong các khoang chứa chất lỏng khác nhau trên tổng lượng nước cơ thể (TBW). Nước chiếm một phần đáng kể của cơ thể con người, cả về trọng lượng và thể tích. Đảm bảo lượng nước cơ thể thích hợp là một phần của cân bằng chất lỏng, một khía cạnh của cân bằng nội môi.

## Chức năng
Nước trong cơ thể động vật thực hiện một số chức năng: như một dung môi để vận chuyển chất dinh dưỡng; như một phương tiện để bài tiết, một phương tiện để kiểm soát nhiệt; một chất bôi trơn cho các khớp; và cho hấp thụ sốc.

## Thay đổi
Cách thông thường để thêm nước vào cơ thể là uống nước. Nước cũng đi vào cơ thể cùng với các loại thực ăn, đặc biệt là các loại thực ăn từ thực phẩm giàu nước như thực vật, thịt sống và cá.
Lượng nước này được giữ lại ở động vật bị ảnh hưởng bởi một số yếu tố. Lượng nước thay đổi theo độ tuổi của động vật. Động vật có xương sống lớn tuổi hơn, khối lượng xương tương đối càng cao và hàm lượng nước trong cơ thể càng thấp.
Trong trường hợp bị bệnh, lượng nước trong cơ thể có sự thay đổi ở các ngăn chứa chất lỏng hoặc các khoang. Nước trong cơ thể được điều hòa bởi các hoc-mon, bao gồm cả hormon chống lợi tiểu, aldosterone và các peptide natri lợi niệu.